# Tary Lajos (főkántor)
Tary Lajos (Szolnok, 1884. július 8. – Hatvan, 1960. november 22.) főkántor.

## Élete
Az iglói tanítóképzőben tanult, itt szerezte kántori oklevelét. Előbb Szatmárnémetiben, majd Dévaványán, 1914-től pedig Hatvanban működött mint főkántor. Szervezte meg vezette a Közművelődési Egyesület Dalárdáját. 1917-ben ipariskolai képesítést nyert, 1927 és 1948 között a budapesti VII. kerületi Damjanich utcai iskolában tanított. Művei egyházi darabok.

## Művei
- Jövendölések. Hatvan (Hoffmann ny.), é.n.
- A nagyhét énekei. Kiad. Honfoglalás Rt. Uo., é.n.